# Škare
Škare is een plaats in de gemeente Otočac in de Kroatische provincie Lika-Senj. De plaats telt 12 inwoners (2001).